# Jérémie Gindre
Jérémie Gindre, né à Genève le 24 février 1978, est un artiste et écrivain suisse.

## Biographie
Diplômé de l’Ecole Supérieure des Beaux-Arts de Genève en 2001. Artiste en résidence au Stúdió FKSE (Budapest) en 2002, à Ivalo (Finlande) en 2003, à la Villa Arson (Nice) en 2006, à 20qm (Berlin) en 2009, au Centre Interfacultaire en Sciences Affectives et Neurosciences de Genève en 2011, à la Wallace Stegner House (Eastend, CA) en 2012, au Centre archéologique européen de Bibracte (France) en 2013 et à la Bibliothèque de Genève en 2021. Enseignant occasionnel en écoles d'art, notamment à la HEAD (Genève), l'EDHEA (Sierre), l’ESADMM (Marseille) et l'ENSBA (Lyon).

## Expositions (sélection)
- 2005 Crawl & Sédiments[2], Kunsthaus Baselland, Muttenz, Bâle
- 2011 Encore une, Bibliothèque humaniste, Sélestat
- 2011 Menhir Melon, Circuit, Lausanne
- 2013 Image Canyon, Kunsthalle Fri Art, Fribourg
- 2014 Foudre sur Conifère, Centre d'art contemporain Les Capucins, Embrun
- 2015 Camp Catalogue, Centre d’art contemporain La Criée , Rennes
- 2016 Camp Catalogue[3], La Kunsthalle, Mulhouse
- 2016 Kamp Kataloog, Kiosk, Gand
- 2017 L’Evasion des espèces[4], Muséum d'histoire naturelle de Genève
- 2020-2021 MUSÉE MOUSSU, avec Paysageur c/o site archéologique de Bibracte, Mt Beuvray
- 2021 LE POISSON-QUI-FLOTTE, dans le cadre d'Ephémère & Durable, Genève
- 2022-2023 OBJETS OUBLIÉS DU FUTUR, dans le cadre d'Art au Centre, Genève
- 2023 Le Losange & Aures Noix, c/o Jardin botanique alpin de Meyrin, Genève

## Publications[5]
- La Fonte des bois, Genève, éditions attitudes, 2004
- Crawl & Sédiments, Zürich, éditions Fink, 2005
- La Grande Bâche mystérieuse, Genève, éditions Head, 2007
- Les formes du relief, Paris, éditions Dasein, 2008
- Sandwichsme, Zurich, Rollo Press, 2011
- RIC RAC (comic book/bande dessinée), anglais/français, éditions Chert & Motto Books, Berlin, 2012
- On a eu du mal, Paris, éditions de l’Olivier[6], 2013
- Camp Catalog, Rennes, Lendroit édition, 2016
- Pas d'éclairs sans tonnerre, Genève, éditions Zoé[7], 2017 : Donald est un garçon obstiné qui veut comprendre d’où il vient. Poussé par un instinct archéologique, il n’aura de cesse d’explorer le territoire environnant, à la recherche du pourquoi des choses.
- Losanges sur pierres des Alpes suisses, Genève, Bülbooks, 2018
- Image Canoë, Sombres Torrents[8], 2019
- Trois réputations[9], éditions Zoé, 2020 : Chacun des personnages y laissera sa marque avant de rencontrer la fatalité…
- Jolie vue, mauvais présage (imagier), éditions L’endroit & CCS, 2023
- Tombola[10], éditions Zoé, 2023 : sept nouvelles, qui poussent ses personnages hors de leur train-train quotidien pour les cueillir dans un moment…
- Le poisson qui flotte (journal de bord et dessins), éditions Sombres Torrents, 2024

## Distinctions
- 2018 Lauréat Terra nova , Prix de la Fondation Schiller Suisse pour la littérature pour Pas d’éclairs sans tonnerre
- 2024 Lauréat du Prix de l’Académie romande pour Tombola
- 2024 Lauréat du Prix Pittard de l’Andelyn pour Tombola
- 2024 Prix suisse de littérature [11]